# Eflani

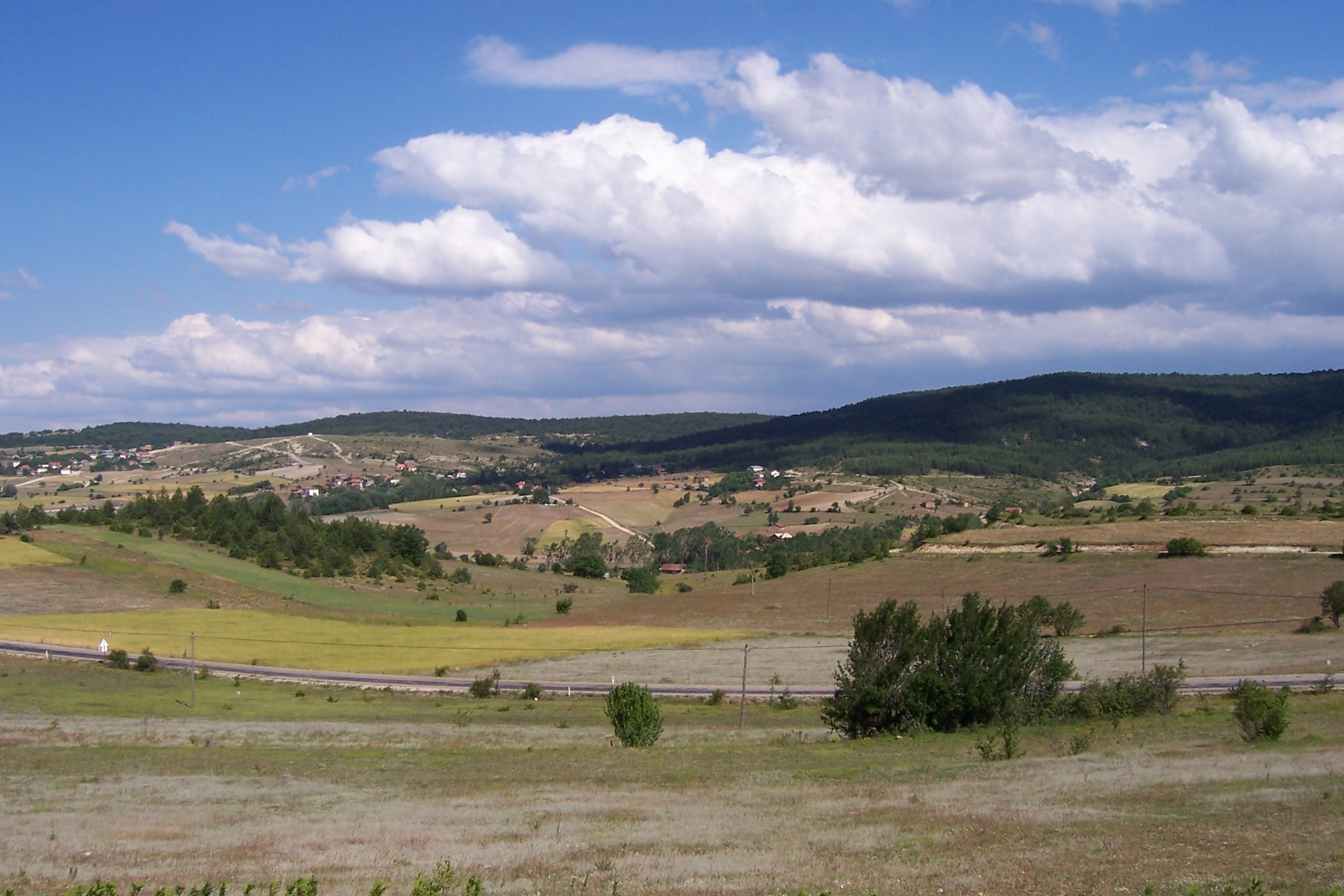
Blick auf die Stadt

Eflani ist eine türkische Stadt und Verwaltungssitz des gleichnamigen Landkreises der Provinz Karabük. Der Landkreis liegt im Nordosten der Provinz und grenzt an Kastamonu im Norden, Osten und Südosten sowie Bartın im Nordwesten.

## Stadt
Die Stadt Eflani selbst liegt auf einer Hochebene 46 km nordöstlich der Provinzhauptstadt Karabük und etwa 100 km vom Schwarzen Meer entfernt. Efalni beherbergt rund ein Viertel der Landkreisbevölkerung und gliedert sich in sechs Mahalle (Stadtviertel) mit durchschnittlich 352 Einwohnern. Die im Stadtlogo manifestierte Jahreszahl (1953) dürfte ein Hinweis auf das Jahr der Erhebung zur Stadtgemeinde (Belediye) sein.
Eflani liegt in der antiken Region Paphlagonien und wurde wohl als Stützpunkt der Kolonie Amasra von König Nikomedes II. von Bithynien gegründet. Die Region stand im Laufe der Zeit unter griechischer, römischer und byzantinischer Herrschaft. Nach der Landnahme der Türken im 11. Jahrhundert kam Eflani unter seldschukischen Einfluss. Ein seldschukischer General gründete in der Region das Fürstentum der Candar. Eflani war von 1292 bis 1309 Hauptstadt der Candar. 1461 fiel das Fürstentum an die Osmanen und blieb es bis zum Untergang der Osmanen. Seit 1923 ist es Teil der Republik Türkei.

## Landkreis
Anfangs war Eflani ein Bucak des Landkreises Safranbolu in der Provinz Kastamonu. 1927 wurde Safranbolu an Zonguldak angeschlossen. Eflani wurde 1953 mit dem Gesetz Nr. 6068 in den Rang eines Landkreises erhoben. Hierzu wurde der komplette Bucak Eflani aus dem Kreis Safranbolu abgetrennt. Die erste Volkszählung nach der Eigenständigkeit (1955) erbrachte 21.854 Einwohner, davon 687 für die Kreisstadt. 1995 wechselte der Landkreis in die neu gegründete Provinz Karabük.
Ende 2020 besteht der Kreis neben der Kreisstadt aus 54 Dörfern (Köy) mit einer durchschnittlichen Bevölkerung von 120 Menschen. 26 Dörfer haben mehr Einwohner als der Durchschnitt, drei haben weniger als 50 Einwohner. Ovaşeyhler ist mit 254 Einwohnern das größte Dorf.
Der Landkreis hat die zweitniedrigste Bevölkerungsdichte.

## Bevölkerung

### Ergebnisse der Bevölkerungsfortschreibung
Die nachfolgende Tabelle zeigt den vergleichenden Bevölkerungsstand am Jahresende für die Provinz Karabük, den Landkreis und die Stadt Eflani sowie deren jeweiligen Anteil an der übergeordneten Verwaltungsebene. Die Zahlen basieren auf dem 2007 eingeführten adressbasierten Einwohnerregister (ADNKS). Die letzten beiden Wertzeilen entstammen Volkszählungsergebnissen.

| Jahr | Provinz | Landkreis | Landkreis | Stadt | Stadt |
| Jahr | abs.    | %         | abs.      | %     | abs.  |
| ---- | ------- | --------- | --------- | ----- | ----- |
| 2020 | 243.614 | 3,52      | 08.576    | 24,60 | 2.110 |
| 2019 | 248.458 | 3,55      | 08.823    | 23,91 | 2.110 |
| 2018 | 248.014 | 3,66      | 09.088    | 23,86 | 2.168 |
| 2017 | 244.453 | 3,31      | 08.085    | 25,15 | 2.033 |
| 2016 | 242.347 | 3,43      | 08.307    | 25,15 | 2.089 |
| 2015 | 236.978 | 3,59      | 08.499    | 24,89 | 2.115 |
| 2014 | 231.333 | 3,86      | 08.918    | 25,06 | 2.235 |
| 2013 | 230.251 | 4,05      | 09.333    | 24,77 | 2.312 |
| 2012 | 225.145 | 4,05      | 09.108    | 23,70 | 2.159 |
| 2011 | 219.728 | 4,21      | 09.246    | 22,90 | 2.117 |
| 2010 | 227.610 | 4,15      | 09.440    | 22,86 | 2.158 |
| 2009 | 218.564 | 4,43      | 09.673    | 23,19 | 2.243 |
| 2008 | 216.248 | 4,71      | 10.187    | 23,24 | 2.367 |
| 2007 | 218.463 | 4,39      | 9.592     | 26,13 | 2.506 |
| 2000 | 225.102 | 5,45      | 12.270    | 31,76 | 3.897 |
| 1997 | 227.478 | 5,40      | 12.295    | 26,21 | 3.222 |